# 基爾巴克 (紐約州)
基爾巴克（英語：Kill Buck）是位於美國紐約州卡特羅格斯縣的非建制地區。

## 歷史
基爾巴克的郵局自1837年營運至今。

## 地理
基爾巴克所處的海拔為高於海平面429米（即1407英呎），而該地所採用的時區為UTC-5，即北美东部时区（EST）。同時該地設有夏令時間，為UTC-5調快一小時，即UTC-4（EDT）。